# Коринская лечебно-оздоровительная местность
Ко́ринская лечебно-оздоровительная местность расположена в межгорной долине реки Урсдон, в предгорной местности Дигорского района Республики Северная Осетия — Алания (Россия). Ближайшие населённые пункты: Кора-Урсдон, Карман-Синдзикау, Црау, Дур-Дур. Ближайшие города: Дигора и Алагир.
Коринская лечебно-оздоровительная местность и Коринское месторождение минеральных вод — два взаимосвязанных и взаимодополняющих природно-географических объекта, обладающих ресурсным потенциалом в промышленной и оздоровительной сферах.
Термин «лечебно-оздоровительная местность» закреплено в Федеральном законе от 23 февраля 1995 года № 26-ФЗ «О природных лечебных ресурсах, лечебно-оздоровительных местностях и курортах».
По абсолютной высоте и климатическим условиям район близок к Пятигорскому курорту. Высота составляет примерно 600—700 м над уровнем моря. Местность характеризуется живописными склонами и лесными массивами. Здесь функционируют пансионат «Урсдон» и туристическая база «Урсдон» — филиал санаторно-курортного объединения ООО СКО «Курорты Осетии».

## Округ санитарной охраны
Округ зоны санитарной охраны Коринской лечебно-оздоровительной местности включает три зоны, регламентированные с целью обеспечения качества и безопасности минеральных вод Коринского месторождения:
1. Первая зона (зона строгого режима) предназначена для непосредственной охраны скважин минеральных вод, расположенных на территории Коринской лечебно-оздоровительной местности, а также на землях Урсдонского участкового лесничества Дигорского лесничества Республики Северная Осетия — Алания;
2. Вторая зона (зона ограниченной хозяйственной деятельности) охватывает территорию поверхностного и подземного стока, оказывающего влияние на санитарно-бактериологическое состояние подземных вод. В неё входят территории пансионата, туристической базы и санатория-профилактория «Урсдон»;
3. Третья зона (зона наблюдения) включает участки, обеспечивающие питание и формирование подземных минеральных вод Коринского месторождения, а также водосборные площади, прилегающие к территориям пансионата и туристической базы «Урсдон».

## Пансионат и туристическая база «Урсдон»
Курорт Урсдон расположен в 65 км от столицы Республики Северная Осетия — Алания, города Владикавказа. Сезонный пансионат «Урсдон» принимает на отдых и лечение как взрослых, так и детей.
Основным лечебным фактором курорта являются минеральные воды Коринского месторождения, различающиеся по химическому составу и терапевтическим свойствам. Для бальнеологических процедур используется вода, получаемая путём смешивания двух типов источников: холодной йодобромной и термальной сульфидной. В питьевом бювете представлена хлоридно-натриевая минеральная вода Кармадонского типа, применяемая в лечебных целях при заболеваниях желудочно-кишечного тракта.
Лечебная база включает ванны с сероводородной, йодо-бромно-хлоридно-натриевой минеральной водой, предназначенные для наружного применения при заболеваниях опорно-двигательного аппарата и нервной системы. Также функционируют кабинет физиотерапии и массажный кабинет.
Различия в услугах
Туристическая база «Урсдон» ориентирована на активный отдых и приём организованных групп. Размещение осуществляется в трёхместных комнатах деревянных коттеджей и кирпичных зданий. Основные виды услуг включают пешие походы по окрестным маршрутам, экскурсии и краткосрочный отдых на природе.
Пансионат «Урсдон» делает акцент на оздоровительном отдыхе, особенно для детей и подростков. В лечебной базе пансионата представлены: кабинет лечебной физкультуры, кабинет физиотерапии и массажный кабинет. Основные лечебные процедуры — ванны с сероводородной, йодо-бромно-хлоридно-натриевой минеральной водой.
Таким образом, ключевое отличие заключается в профиле деятельности:
- туристическая база специализируется на активном отдыхе и экскурсионных услугах,
- тогда как пансионат — на профилактике и оздоровлении с использованием природных лечебных факторов.

Лечебное питание
Лечебное питание организовано в соответствии с санитарно-курортными стандартами и является составной частью оздоровительного процесса. В пансионате «Урсдон» оно осуществляется под наблюдением диетических сестёр и лечащих врачей.
В столовой обеспечено приготовление блюд согласно назначениям врача, в том числе по диетам № 5, 9, 10 и 15. Питание трёхразовое, высококалорийное, меню разнообразное.

## Рекреационная зона
Рекреационная зона расположена в долинах рек Мастадон, Скуммидон и Суардон, которые при слиянии образуют реку Урсдон. Гидроминеральное хозяйство Коринской лечебно-оздоровительной местности базируется на ресурсах минеральных вод Коринского месторождения, расположенного на территории Республики Северная Осетия — Алания.
Месторождение располагает уникальными запасами минеральных вод и лечебных грязей и входит в состав крупной санаторно-курортной агломерации Республики Северная Осетия — Алания, сопоставимой по потенциалу с известными курортными регионами Сочи-Мацеста и Кавказских Минеральных Вод.
Геолого-гидрогеологические данные, полученные в ходе изучения территории Коринского месторождения минеральных вод, позволяют предполагать возможность открытия ряда новых месторождений. Перспективным представляется освоение углекислых, радоновых и термальных вод. Коринская лечебно-оздоровительная местность является одной из пяти территорий, составляющих основу развития санаторно-курортной отрасли Республики Северная Осетия — Алания.
К санаторно-курортной агломерации РСО — Алания относятся следующие лечебно-оздоровительные зоны:
1. Курортная зона пригорода города Владикавказ;
2. Тамиск-Бирагзангская лечебно-оздоровительная местность;
3. Коринская лечебно-оздоровительная местность;
4. Тибская лечебно-оздоровительная местность;
5. Кармадонская лечебно-оздоровительная местность.

Наличие устойчивого природно-ресурсного потенциала региона обеспечивает его стабильное присутствие на всероссийском рынке санаторно-курортных услуг.

## Минеральные воды
Коринское месторождение минеральных вод расположено примерно в 55 км к западу от Владикавказа (Республика Северная Осетия — Алания). Месторождение было открыто и первоначально разведано в 1963—1965 годах Северо-Осетинской геологоразведочной экспедицией в ходе поискового бурения на нефть и газ. Более детальные гидрогеологические исследования проводились в период с 1971 по 1988 год.
Минеральные воды Коринского месторождения успешно применяются в санаторно-курортной терапии при заболеваниях центральной и периферической нервной системы, опорно-двигательного аппарата, кожи, органов пищеварения и гинекологических нарушениях.
Минеральные воды Коринского месторождения представлены четырьмя типами с утверждёнными эксплуатационными запасами в объёме 600 м³/сутки по категории категориям В+С1, с дополнительными прогнозными запасами около 30 м³/сут (С2) согласно протоколу ТКЗ от 29.12.1988 (№ 16). Источники обеспечивают как питьевую, так и бальнеологическую воду. Среди них — мало- и среднеминерализованные сульфатно-хлоридные кальциево-натриевые воды.
Классификация по типам:
1. Маломинерализованные гидрокарбонатно-хлоридные натриевые, борные, предназначенные для лечебного питья;
2. Высокоминерализованные хлоридные натриевые, йодо-бромные, борные — применяются как для бальнеопроцедур, так и для лечебного питья;
3. Высокоминерализованные хлоридно-натриевые, борные — используются в бальнеотерапии;
4. Среднеминерализованные сульфатно-хлоридные кальциево-натриевые, крепкие сероводородные, высокотермальные — предназначены для наружного применения (бальнеопроцедур).

## Климат
Район рекреационной зоны Коринской лечебно-оздоровительной местности расположен на географической широте Черноморских субтропиков. Однако проникновение субтропических воздушных масс ограничивается высокими хребтами Большого Кавказа. Формирование метеорологических условий в осенне-зимний период обусловлено преимущественно вторжением воздушных масс умеренных широт, поступающих с севера и северо-востока. Весной и летом возрастает влияние влажных атлантических воздушных масс, сопровождающееся обильными осадками. Местные особенности циркуляции воздуха способствуют образованию горно-долинных ветров и фёнов.
Зона Коринской лечебно-оздоровительной местности расположена в пределах тёплого влажно-лесного климатического пояса. Климат района характеризуется как умеренно континентальный, с незначительной избыточной влажностью. Среднегодовая температура воздуха составляет 7,9 °C. Самый холодный месяц — январь, со среднемесячной температурой около −4,7 °C; абсолютный минимум достигает −31 °C. Наиболее высокая температура воздуха наблюдается в июле и августе: средняя температура этих месяцев составляет 19,1-19,5 °C, абсолютный максимум — +36 °C.
Среднегодовое количество осадков — около 865 мм.
- Зима отличается неустойчивым температурным режимом: оттепели нередко сменяются резкими, но кратковременными похолоданиями. Как правило, зима наступает в середине ноября, однако в отдельные годы устойчивый снежный покров может формироваться уже в начале октября либо только к концу декабря. Средняя высота снежного покрова составляет от 3 до 12 см.
- Весна начинается в середине марта и сопровождается постепенным повышением температуры воздуха и частыми моросящими дождями. Последние заморозки, как правило, наблюдаются до середины апреля.
- Лето характеризуется значительным количеством осадков, обусловленных конденсацией влажных воздушных масс, поступающих с Атлантики и задерживающихся у северных склонов Главного Кавказского хребта.
- Осень в регионе тёплая и преимущественно сухая. Основная часть годовых осадков приходится на весенне-летний период, с максимумом в июне. В это время выпадает до 70-80 % годовой нормы. Среднегодовое количество осадков составляет около 890 мм, при межгодовых колебаниях от 680 до 1285 мм.

С апреля по сентябрь наблюдаются минимальные значения нормы относительной влажности воздуха, которые варьируются от 78 до 81 %, с межгодовыми колебаниями от 66 до 93 %. В холодный период года (с октября по март) относительная влажность возрастает: норма составляет 84-87 %, тогда как среднемесячные значения в отдельные годы могут колебаться от 62 до 95 %. На этот же период приходится более половины годового числа туманных дней — в среднем 64 дня.)
Для района рекреационной зоны Коринской лечебно-оздоровительной местности характерны слабые ветры со среднегодовой скоростью около 1,5 м/с. Максимальные среднемесячные значения скорости ветра, достигающие 1,9 м/с, наблюдаются в летний период при его движении с равнин в сторону гор. Преобладающее направление ветров — юго-западное, что соответствует общему направлению поверхностного стока. Благоприятные климатические условия сопоставимы с условиями известных климатических курортов России. Живописный природный ландшафт и низкогорный рельеф создают дополнительные возможности для эффективного оздоровления и лечения.

## История
В районе Коринской лечебно-оздоровительной местности ранее функционировал рекреационно-туристический комплекс — курорт, известный под названием «Урсдон-Фадау». Туристическая база была основана в 1972 году в форме ЗАО Туристическая база «Урсдон-Фадау». Курорт располагался в предгорьях Лесистого хребта, в 4 км от села Урсдон. На территории комплекса размещались коттеджи и дачи — автоприцепы, рассчитанные в общей сложности на 405 мест (номера на 3 человека). Также функционировали туристический кабинет и пункт проката. Сезон работы приходился на период с мая по октябрь. Туристам предлагались маршруты местного значения, пешеходные походы и экскурсии в Дигору, Владикавказ, Цейское ущелье и к Суарским водопадам.
Новая страница в истории Коринской лечебно-оздоровительной местности началась после реализации масштабной федеральной программы по геологоразведочным работам. В ходе поисков нефти и газа были открыты новые месторождения минеральных вод, что дало импульс к развитию санаторно-курортной инфраструктуры. Пансионат и туристическая база «Урсдон» была основана в 1980 году. Запасы минеральных вод были официально утверждены в 1988 году сроком на 50 лет. Переоценка запасов планируется в 2038 году.

## Научные исследования и историческая фиксация
Глубокие исследования Коринской лечебно-оздоровительной местности начались задолго до современного этапа — уже в 1935—1936 годах были проведены первые изыскания в области её природных и бальнеологических ресурсов.
В дальнейшем изучению местности посвятили свои труды Д. М. Пхалагова (1966) и В. Б. Цогоев (1969), внёсшие существенный вклад в научное описание гидроминерального потенциала региона. В последующие годы интерес к местности сохранялся, а её бальнеологическая значимость подтверждалась заключениями профильных научных и курортологических организаций, включая Пятигорский НИИ курортологии (2002—2019 гг.). Современные исследования, проведённые в 2019—2020 годах, подтвердили высокое качество термальных вод и перспективность дальнейшего развития.

## Перспективы развития
В 2020—2021 годах в Республике Серная Осетия — Алания была разработана стратегия развития бальнеологического направления, в которую включена и Коринская территория как одна из приоритетных зон. По оценкам специалистов, республика располагает более чем 200 минеральными источниками, среди которых Коринское месторождение занимает одно из ведущих мест по лечебному и туристическому потенциалу.